# 김귀옥 (사회학자)
김귀옥은 대한민국의 사회학자이다. 한성대학교의 교수로 활동하였다. 분단, 전쟁, 통일, 평화, 이산가족, 여성, 디아스포라 공동체, 노동 등의 주제에 대해 주로 연구하였고 관련 연구를 위해 현지조사와 구술사 방법론을 활용하고 사람들의 기억 속에 묻혀 있는 기록을 발굴, 정리하는 작업을 하였다.

## 학력
- 1987년 : 서울대학교 사회학과 학사 학위
- 1991년 : 서울대학교 사회학과 석사 학위
- 1999년 : 서울대학교 사회학과 박사 학위

## 경력
- 서울대학교 사회발전연구소 상근연구원
- 서울대학교 여성연구소 상근연구원
- 경남대학교북한대학원 객원교수
- 성공회대학교 사회문화연구원 연구교수
- 한성대학교 교양교직학부 조교수
- 한성대학교 상상력 교양교육원 기초교양교육 교수
- 민주화를위한전국교수협의회 상임공동의장

## 저서
- 《그곳에 '한국군위안부'가 있었다》. 선인. 2019년. ISBN 9791160683127

### 공저
- 《촛불 이후 사회운동의 과제 및 전망》. 선인. 2019년. ISBN 9791160682762
- 《분단의 역사인식과 사유를 넘어》. 한울아카데미. 2019년. ISBN 9788946071919